# Caso Min Hee-jin y Hybe
El caso Min Hee-jin y Hybe hace referencia a un conflicto que comenzó en abril de 2024, cuando Hybe, la empresa de entretenimiento surcoreana fundada por Bang Si-hyuk, acusó a Min Hee-jin, directora ejecutiva de su subsidiaria Ador, de abuso de poder al filtrar información interna y conspirar para tomar el control total de Ador y separarla de la empresa matriz.

## Antecedentes
Desde 2019, Big Hit Entertainment (ahora conocido como Hybe) comenzó a preparar la creación de su primer grupo femenino. Ese mismo año, Min Hee-jin dejó su puesto como directora creativa en SM Entertainment y se unió a Big Hit como directora de marca (CBO). Durante esta etapa de preparación, los medios se referían con frecuencia al proyecto como el «grupo de chicas de Min Hee-jin». Originalmente, el debut del grupo estaba previsto para 2021 como una colaboración entre Big Hit y Source Music, pero la pandemia de COVID-19 obligó a posponer los planes.
A finales de 2021, Hybe creó una nueva subsidiaria independiente llamada Ador, liderada por Min Hee-jin como directora ejecutiva. Bajo su dirección, Ador debutó oficialmente al grupo femenino NewJeans el 1 de agosto de 2022. Desde entonces, el grupo ha ganado gran popularidad a nivel global, obteniendo reconocimientos como los premios MAMA Awards, Billboard Music Awards y los Asian Pop Music Awards. Además, sus canciones han ingresado a la lista Billboard Hot 100, lo que refleja su impacto internacional. En términos comerciales, solo en 2023, NewJeans generó más de 110 mil millones de wones (aproximadamente 81 millones de dólares) en ingresos para Ador.

### Estructura corporativa de Hybe
|      | |                                                            |  |  |  |  |  |  |  | Hybe America | Hybe America | Hybe America | Hybe America | Hybe America | Hybe America |  |  | Ithaca Holdings                                            | Ithaca Holdings                                            | Ithaca Holdings                                            | Ithaca Holdings                                            | Ithaca Holdings                                            | Ithaca Holdings                                            |  |  |
|      | |                                                            |  |  |  |  |  |  |  | Hybe America | Hybe America | Hybe America | Hybe America | Hybe America | Hybe America |  |  | Ithaca Holdings                                            | Ithaca Holdings                                            | Ithaca Holdings                                            | Ithaca Holdings                                            | Ithaca Holdings                                            | Ithaca Holdings                                            |  |  |
| Hybe | |                                                            |  |  |  |  |  |  |  | | | | | | |  |  |                                                            |                                                            |                                                            |                                                            |                                                            |                                                            |  |  |
|      | |                                                            |  |  |  |  |  |  |  | | | | | | |  |  |                                                            |                                                            |                                                            |                                                            |                                                            |                                                            |  |  |
|      | |                                                            |  |  |  |  |  |  |  | Hybe Japan | Hybe Japan | Hybe Japan | Hybe Japan | Hybe Japan | Hybe Japan |  |  | Hybe Labels Japan NAECO                                    | Hybe Labels Japan NAECO                                    | Hybe Labels Japan NAECO                                    | Hybe Labels Japan NAECO                                    | Hybe Labels Japan NAECO                                    | Hybe Labels Japan NAECO                                    |  |  |
|      | |                                                            |  |  |  |  |  |  |  | Hybe Japan | Hybe Japan | Hybe Japan | Hybe Japan | Hybe Japan | Hybe Japan |  |  | Hybe Labels Japan NAECO                                    | Hybe Labels Japan NAECO                                    | Hybe Labels Japan NAECO                                    | Hybe Labels Japan NAECO                                    | Hybe Labels Japan NAECO                                    | Hybe Labels Japan NAECO                                    |  |  |
|      | |                                                            |  |  |  |  |  |  |  | | | | | | |  |  |                                                            |                                                            |                                                            |                                                            |                                                            |                                                            |  |  |
|      | |                                                            |  |  |  |  |  |  |  | Hybe Latin America | Hybe Latin America | Hybe Latin America | Hybe Latin America | Hybe Latin America | Hybe Latin America |  |  | Exile Music                                                | Exile Music                                                | Exile Music                                                | Exile Music                                                | Exile Music                                                | Exile Music                                                |  |  |
|      | |                                                            |  |  |  |  |  |  |  | Hybe Latin America | Hybe Latin America | Hybe Latin America | Hybe Latin America | Hybe Latin America | Hybe Latin America |  |  | Exile Music                                                | Exile Music                                                | Exile Music                                                | Exile Music                                                | Exile Music                                                | Exile Music                                                |  |  |
|      | |                                                            |  |  |  |  |  |  |  | | | | | | |  |  |                                                            |                                                            |                                                            |                                                            |                                                            |                                                            |  |  |
|      | |                                                            |  |  |  |  |  |  |  | | | | | | |  |  |                                                            |                                                            |                                                            |                                                            |                                                            |                                                            |  |  |
|      | |                                                            |  |  |  |  |  |  |  | \| \| Big Hit Music Belift Lab Pledis Entertainment (85%) Ador (80%) Source Music (80%) KOZ Entertainment (75%) \| BinaryKorea HYBE IM (85%) Supertone (56.1%) Hybe UMG (51%) \| | \| \| Big Hit Music Belift Lab Pledis Entertainment (85%) Ador (80%) Source Music (80%) KOZ Entertainment (75%) \| BinaryKorea HYBE IM (85%) Supertone (56.1%) Hybe UMG (51%) \| | \| \| Big Hit Music Belift Lab Pledis Entertainment (85%) Ador (80%) Source Music (80%) KOZ Entertainment (75%) \| BinaryKorea HYBE IM (85%) Supertone (56.1%) Hybe UMG (51%) \| | \| \| Big Hit Music Belift Lab Pledis Entertainment (85%) Ador (80%) Source Music (80%) KOZ Entertainment (75%) \| BinaryKorea HYBE IM (85%) Supertone (56.1%) Hybe UMG (51%) \| | \| \| Big Hit Music Belift Lab Pledis Entertainment (85%) Ador (80%) Source Music (80%) KOZ Entertainment (75%) \| BinaryKorea HYBE IM (85%) Supertone (56.1%) Hybe UMG (51%) \| | \| \| Big Hit Music Belift Lab Pledis Entertainment (85%) Ador (80%) Source Music (80%) KOZ Entertainment (75%) \| BinaryKorea HYBE IM (85%) Supertone (56.1%) Hybe UMG (51%) \| |  |  | Cake Corp. (20%) YG Plus (17.9%) SM Entertainment (12.58%) | Cake Corp. (20%) YG Plus (17.9%) SM Entertainment (12.58%) | Cake Corp. (20%) YG Plus (17.9%) SM Entertainment (12.58%) | Cake Corp. (20%) YG Plus (17.9%) SM Entertainment (12.58%) | Cake Corp. (20%) YG Plus (17.9%) SM Entertainment (12.58%) | Cake Corp. (20%) YG Plus (17.9%) SM Entertainment (12.58%) |  |  |
|      | |                                                            |  |  |  |  |  |  |  | \| \| Big Hit Music Belift Lab Pledis Entertainment (85%) Ador (80%) Source Music (80%) KOZ Entertainment (75%) \| BinaryKorea HYBE IM (85%) Supertone (56.1%) Hybe UMG (51%) \| | \| \| Big Hit Music Belift Lab Pledis Entertainment (85%) Ador (80%) Source Music (80%) KOZ Entertainment (75%) \| BinaryKorea HYBE IM (85%) Supertone (56.1%) Hybe UMG (51%) \| | \| \| Big Hit Music Belift Lab Pledis Entertainment (85%) Ador (80%) Source Music (80%) KOZ Entertainment (75%) \| BinaryKorea HYBE IM (85%) Supertone (56.1%) Hybe UMG (51%) \| | \| \| Big Hit Music Belift Lab Pledis Entertainment (85%) Ador (80%) Source Music (80%) KOZ Entertainment (75%) \| BinaryKorea HYBE IM (85%) Supertone (56.1%) Hybe UMG (51%) \| | \| \| Big Hit Music Belift Lab Pledis Entertainment (85%) Ador (80%) Source Music (80%) KOZ Entertainment (75%) \| BinaryKorea HYBE IM (85%) Supertone (56.1%) Hybe UMG (51%) \| | \| \| Big Hit Music Belift Lab Pledis Entertainment (85%) Ador (80%) Source Music (80%) KOZ Entertainment (75%) \| BinaryKorea HYBE IM (85%) Supertone (56.1%) Hybe UMG (51%) \| |  |  | Cake Corp. (20%) YG Plus (17.9%) SM Entertainment (12.58%) | Cake Corp. (20%) YG Plus (17.9%) SM Entertainment (12.58%) | Cake Corp. (20%) YG Plus (17.9%) SM Entertainment (12.58%) | Cake Corp. (20%) YG Plus (17.9%) SM Entertainment (12.58%) | Cake Corp. (20%) YG Plus (17.9%) SM Entertainment (12.58%) | Cake Corp. (20%) YG Plus (17.9%) SM Entertainment (12.58%) |  |  |
|      | |                                                            |  |  |  |  |  |  |  | | | | | | |  |  |                                                            |                                                            |                                                            |                                                            |                                                            |                                                            |  |  |
|      | |                                                            |  |  |  |  |  |  |  | Weverse Company (56.1%) | Weverse Company (56.1%) | Weverse Company (56.1%) | Weverse Company (56.1%) | Weverse Company (56.1%) | Weverse Company (56.1%) |  |  | Weverse America Weverse Japan                              | Weverse America Weverse Japan                              | Weverse America Weverse Japan                              | Weverse America Weverse Japan                              | Weverse America Weverse Japan                              | Weverse America Weverse Japan                              |  |  |
|      | |                                                            |  |  |  |  |  |  |  | Weverse Company (56.1%) | Weverse Company (56.1%) | Weverse Company (56.1%) | Weverse Company (56.1%) | Weverse Company (56.1%) | Weverse Company (56.1%) |  |  | Weverse America Weverse Japan                              | Weverse America Weverse Japan                              | Weverse America Weverse Japan                              | Weverse America Weverse Japan                              | Weverse America Weverse Japan                              | Weverse America Weverse Japan                              |  |  |
|      | Big Hit Music Belift Lab Pledis Entertainment (85%) Ador (80%) Source Music (80%) KOZ Entertainment (75%) | BinaryKorea HYBE IM (85%) Supertone (56.1%) Hybe UMG (51%) |  |  |  |  |  |  |  | | | | | | |  |  |                                                            |                                                            |                                                            |                                                            |                                                            |                                                            |  |  |

|  | Big Hit Music Belift Lab Pledis Entertainment (85%) Ador (80%) Source Music (80%) KOZ Entertainment (75%) | BinaryKorea HYBE IM (85%) Supertone (56.1%) Hybe UMG (51%) |

## Desarrollo

### Abril de 2024
El 22 de abril de 2024, Min Hee-jin fue acusada, junto a otro miembro de la directiva, de intentar tomar el control de la compañía y separar a Ador del grupo empresarial al que pertenece. Tras una investigación interna, se le pidió que renunciara a su cargo como directora ejecutiva. En respuesta, Min emitió una declaración pública rechazando la solicitud de dimisión y negó las acusaciones. Afirmó que una escisión no sería posible sin la aprobación de la empresa matriz. Según sus palabras, la verdadera razón detrás de esta presión habría sido su queja sobre la falta de acción frente a las similitudes creativas entre los grupos NewJeans e Illit, algo que, según ella, ha sido ignorado tanto por la empresa principal como por su filial. Luego del conflicto, las acciones de la compañía cayeron un 8.03%.
El 25 de abril, la empresa respondió acusando a Min de haber tomado decisiones clave influenciada por un chamán y de filtrar información personal de candidatos a empleo, lo que constituiría una grave violación del reglamento corporativo.
Por ello, presentaron una demanda ante un tribunal surcoreano. Ese mismo día, también comunicaron que se centrarían en retener a NewJeans, brindándoles apoyo psicológico y emocional.
La tarde de ese mismo día, a las tres, Min ofreció una rueda de prensa donde negó rotundamente las acusaciones de intentar quedarse con el control de Ador o vender a NewJeans. Aclaró que en el pasado le ofrecieron dirigir SM Entertainment, y que si su intención fuera solo obtener beneficios, perfectamente podría haber fundado su propia empresa desde cero. También desmintió los rumores que la responsabilizan por la disolución del grupo femenino GFriend, perteneciente a Source Music, otra filial de Hybe, asegurando que nunca tuvo relación alguna con las operaciones de esa compañía. Según explicó, originalmente NewJeans iba a debutar como el primer grupo femenino bajo el sello de Hybe. Sin embargo, el CEO de la empresa le comunicó repentinamente que el primer grupo en debutar sería el de Source Music, es decir, Le Sserafim. Además, le exigieron no promocionar a NewJeans ni revelar a las aprendices hasta después del debut de Le Sserafim, lo que habría provocado que el público creyera que ese grupo fue creado bajo su dirección. Min también desmintió las acusaciones sobre la supuesta intervención de una chamana, diciendo que simplemente le preguntó si NewJeans podría llegar a ser el «as bajo la manga» de la empresa en ausencia de BTS. Aclaró que esa persona era una amiga personal y negó haberla utilizado para influir en decisiones internas. Cabe destacar que durante la conferencia, Min mostró un fuerte descontrol emocional, utilizando reiteradamente lenguaje vulgar para narrar los hechos, lo que llevó a los medios a calificarla como «la primera conferencia de prensa con insultos en la historia».
El 26 de abril, Hybe emitió un comunicado de prensa en respuesta a la conferencia del día 25, negando haber descuidado la promoción de NewJeans. Además, reveló que Min Hee-jin recibía el salario mensual más alto de toda la empresa. Aparte de un sueldo anual de 2 mil millones de wones (alrededor de 1.45 millones de dólares), también se le otorgaron importantes compensaciones en acciones.

El 29 de abril, Min se negó a convocar una reunión del consejo de administración de Ador, como solicitó Hybe, argumentando que dicha petición era ilegal. Afirmó que convocar al consejo no era competencia de la empresa matriz ni de sus supervisores, por lo que no se ajustaba a la legislación vigente. 

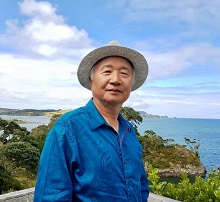
Ilchi Lee, fundador de Dahn World.

 Ante esto, Hybe presentó una solicitud ante el tribunal de distrito de Seúl para que autorice la convocatoria de una junta extraordinaria de accionistas en Ador. Según estimaciones de la compañía, una vez que concluyan los procedimientos judiciales necesarios, el reemplazo de Min y otros directivos podría concretarse en uno o dos meses.
El 30 de abril, la sede de Chosun Ilbo en Atlanta informó que Hybe podría tener vínculos estrechos con un grupo de origen surcoreano conocido como Dahn World, una organización de tipo qi gong. Según el medio, se habrían incorporado elementos relacionados con esta agrupación en algunos vídeos musicales de BTS, uno de los grupos masculinos más populares de la empresa. El fundador de Dahn World, Ilchi Lee, fue acusado desde 2010 por medios como CNN y Forbes de haber abusado sexualmente de seguidoras, lo que ha llevado a que esta organización sea ampliamente considerada como una secta. El mismo informe señala que desde el 29 de abril, Hybe ha comenzado acciones legales en respuesta a las acusaciones sobre la supuesta inclusión de simbología sectaria en los vídeos del grupo.